# Юнацька збірна Угорщини з футболу (U-20)
Юнацька збірна Угорщини з футболу (U-20) — національна футбольна збірна Угорщини, що складається із гравців віком до 20 років. Керівництво командою здійснює Угорська футбольна федерація.
Команда скликається для участі у Молодіжному чемпіонаті світу, якщо відповідну кваліфікацію долає юнацька збірна U-19, а також може брати участь у товариських і регіональних змаганнях.